# طارق الفضلي
طارق بن ناصر بن عبد الله الفضلي هو سياسي يمني ظهر مطلع تسعينيات القرن العشرين. ينحدر الفضلي من عائلة آل فضل وهي مشيخة من مشيخات أبين سابقاً قبل عام 1967.

## الجهاد
مدى وطبيعة مشاركته في القتال ضد السوفييت في أفغانستان غير معروفة، ولكنه كان مسؤولاً عن تدبير عدد من الاغتيالات بحق سياسيين من الحزب الإشتراكي اليمني ما بين 1990 ـ 1993 م .[محل شك]

## الانضمام إلىالحراك الجنوبي
في سنة 2007 قامت الحكومة اليمنية بإسقاط اسم طارق الفضلي كنوع من التجاهل وإظهار عدم حاجتها له وأدى ذلك إلى غضب طارق الفضلي واعتزاله الحياة السياسية وبعدها بعامين في التاسع والعشرين من مارس 2009 أصدر الرئيس علي عبد الله صالح قرارا بتتبع بعض الجهاديين في محافظة أبين التي يسكنها طارق الفضلي واعتبره بعض المحللين إشارة إلى استهدافه وتبين ذلك جليا بعد عدة أيام حين أعلن طارق الفضلي انضمامه إلى الحراك الجنوبي.
وتسببت حادثة رفع العلم الأميركي في باحة منزله بإثارة نقمة الحكومة اليمنية عليه حيث أطاحت هذه الحادثة بتهمة الحكومة اليمنية له بالارتباط بتنظيم القاعدة وأشار الفضلي في تصريح لـ وكالة أنباء عدن إلى أن وضع علم «أميركا» في باحة منزله هو للتدليل على بطلان ما يروّج له نظام الرئيس اليمني «علي عبد الله صالح» الذي يربط بينه وبين تنظيم القاعدة الإرهابي الذي يرى في الولايات المتحدة الأميركية عدوه الأول.